# Saccharopolyspora
Saccharopolyspora és un gènere de bacteris dins la família Pseudonocardiaceae.

## Taxonomia
- Saccharopolyspora erythraea
- Saccharopolyspora rectivirgula
- Saccharopolyspora spinosa[1]